# Elecciones generales de Panamá de 2014
Las elecciones generales en Panamá de 2014 se realizaron el domingo 4 de mayo. En esta consulta se eligieron 1648 cargos de elección popular, entre los que destacaban los de Presidente y Vicepresidente de la República, 20 diputados al Parlamento Centroamericano, 71 diputados a la Asamblea Nacional, 77 alcaldes, 648 representantes de corregimiento, y 7 concejales, todos con sus respectivos suplentes.
Seis partidos políticos legalmente constituidos por el Tribunal Electoral de Panamá participaron en las elecciones: Partido Revolucionario Democrático (PRD), Partido Popular (PP), Movimiento Liberal Republicano Nacionalista (MOLIRENA), Partido Panameñista, Cambio Democrático (CD) y Frente Amplio por la Democracia (FAD).
De igual manera participaron, por primera vez en la historia del país, tres candidatos independientes a la presidencia de la República. Previamente, los independientes podían acceder a todos los cargos de elección popular excepto al de presidente.

## Candidatos presidenciales
| Nombre | Nombre | Nombre                                   | Candidatura |
| ------ | ------ | ---------------------------------------- | --- |
|        |        | Juan Carlos Varela 50 años (Panameñista) | Ingeniero industrial y empresario - Vicepresidente de Panamá (2009-2014) - Ministro de Relaciones Exteriores (2009-2011) Candidata vicepresidencial: Isabel Saint Malo |
|        |        | José Domingo Arias 50 años (CD)          | Economista y empresario de la industria textil. - Viceministro de Comercio Exterior (2009-2011) - Ministro de Vivienda y Ordenamiento Territorial (2011-2013) Candidata vicepresidencial: Marta Linares de Martinelli |
|        |        | Juan Carlos Navarro 52 años (PRD)        | Empresario y ambientalista - Alcalde del distrito de Panamá (1999-2009) - Secretario general del Partido Revolucionario Democrático (2012- ) Candidato vicepresidencial: Gerardo Solís |
|        |        | Genaro López 59 años (FAD)               | Obrero y dirigente sindical - Secretario general del Sindicato Único de Trabajadores de la Construcción y Similares (1990-2010) Candidata vicepresidencial: Maribel Gordón |
|        |        | Esteban Rodríguez (Independiente)        | Dirigente transportista Candidata vicepresidencial: Sarai Blaisdell |
|        |        | Gerardo Barroso (Independiente)          | Locutor de radio Candidato vicepresidencial: Ninguno |
|        |        | Juan Jované 68 años (Independiente)      | Economista y profesor universitario - Asesor económico del gobierno sandinista de Nicaragua (1980-1984, 1988) - Consultor económico de la Organización Internacional de Trabajo y del Comité de Acción de Apoyo al Desarrollo Económico y Social de Centroamérica - Director de la Caja de Seguro Social (1999-2003) Candidato vicepresidencial: Alberto Reyes |

| Candidatos                                                                                | Candidatos                                                                | Partidos                                                                  | Votos     | %     |
| ----------------------------------------------------------------------------------------- | ------------------------------------------------------------------------- | ------------------------------------------------------------------------- | --------- | ----- |
|                                                                                           | Juan Carlos Varela                                                        | Partido Panameñista y Partido Popular                                     | 724 762   | 39.09 |
|                                                                                           | José Domingo Arias                                                        | Cambio Democrático y Movimiento Liberal Republicano Nacionalista          | 581 828   | 31.38 |
|                                                                                           | Juan Carlos Navarro                                                       | Partido Revolucionario Democrático                                        | 521 842   | 28.14 |
|                                                                                           | Genaro López                                                              | Frente Amplio por la Democracia                                           | 11 127    | 0.60  |
|                                                                                           | Juan Jované                                                               | Independiente                                                             | 10 805    | 0.58  |
| Esteban Rodríguez                                                                         | Independiente                                                             | 2240                                                                      | 0.12      |       |
| Gerardo Barroso                                                                           | Independiente                                                             | 1598                                                                      | 0.09      |       |
| Total de votos válidos                                                                    | Total de votos válidos                                                    | Total de votos válidos                                                    | 1 854 202 |       |
| En blanco                                                                                 | En blanco                                                                 | En blanco                                                                 | 14 956    | 0,79  |
| Nulos                                                                                     | Nulos                                                                     | Nulos                                                                     | 16 865    | 0,89  |
| Total (mesas escrutadas: 100 %; electores: 100 %; participación: 76,77 %)                 | Total (mesas escrutadas: 100 %; electores: 100 %; participación: 76,77 %) | Total (mesas escrutadas: 100 %; electores: 100 %; participación: 76,77 %) | 1 886 208 |       |
| Fuente: Tribunal Electoral de Panamá Archivado el 14 de julio de 2014 en Wayback Machine. |                                                                           |                                                                           |           |       |

## Candidatos a la alcaldía de Panamá
Las elecciones a cargo de alcalde del distrito de Panamá son las más importantes luego de las elecciones presidenciales, ya que en ella se concentra la población residente en la capital del país y posee un presupuesto de 114 millones de dólares para el 2014.
| Nombre | Nombre | Nombre                                    | Candidatura |
| ------ | ------ | ----------------------------------------- | --- |
|        |        | José Isabel Blandón 46 años (Panameñista) | Abogado - Diputado suplente, circuito 8-8 (1994-1999) - Diputado, circuito 8-8 (1999-2004,2004-2009,2009-2014) Candidata a vicealcaldía: Raisa Banfield |
|        |        | Roxana Méndez 55 años (CD)                | Psicóloga y trabajadora social - Fundadora y directora de la fundación Casa Esperanza (1992-2010) - Vicealcaldesa del distrito de Panamá (2009-2012) - Ministra de Gobierno (2010-2012) - Alcaldesa de Panamá (2012-2014) Candidato a vicealcaldía: Antonio Fletcher |
|        |        | José Luis Fábrega (PRD)                   | Ingeniero civil y mecánico - Diputado, circuito 8-8 (1999-2004, 2004-2009,2009-2014) Candidato a vicealcaldía: Héctor Brands |
|        |        | Fernando Cebamanos 71 años (FAD)          | Médico - Dirigente de la Asociación de Médicos, Odontólogos, Administrativos y Afines de la Caja de Seguro Social (2008- ) - Presidente del Frente Amplio por la Democracia (2013- ) Candidato a vicealcaldía: Antonio Vargas                                        |

| Candidatos                                                                                | Candidatos                                                      | Partidos                                                         | Votos   | %    |
| ----------------------------------------------------------------------------------------- | --------------------------------------------------------------- | ---------------------------------------------------------------- | ------- | ---- |
|                                                                                           | José Isabel Blandón                                             | Partido Panameñista y Partido Popular                            | 148 416 | 35,6 |
|                                                                                           | José Luis Fábrega                                               | Partido Revolucionario Democrático                               | 143 742 | 34,5 |
|                                                                                           | Roxana Méndez                                                   | Cambio Democrático y Movimiento Liberal Republicano Nacionalista | 120 961 | 29,0 |
|                                                                                           | Fernando Cebamanos                                              | Frente Amplio por la Democracia                                  | 3060    | 0,7  |
| Total de votos válidos                                                                    | Total de votos válidos                                          | Total de votos válidos                                           | 416 179 |      |
| En blanco                                                                                 | En blanco                                                       | En blanco                                                        | 5124    | 1,2  |
| Nulos                                                                                     | Nulos                                                           | Nulos                                                            | 3271    | 0,8  |
| Total (mesas escrutadas: 100 %; electores: %; participación: %)                           | Total (mesas escrutadas: 100 %; electores: %; participación: %) | Total (mesas escrutadas: 100 %; electores: %; participación: %)  | 424 575 |      |
| Fuente: Tribunal Electoral de Panamá Archivado el 14 de julio de 2014 en Wayback Machine. |                                                                 |                                                                  |         |      |

## Elecciones parlamentarias
A pesar de que la derrota de la alianza gubernamental en las elecciones presidenciales, Cambio Democrático y el MOLIRENA obtuvieron suficientes escaños para convertirse en la fuerza más grande de la Asamblea Nacional con 32 diputados, seguido por el opositor Partido Revolucionario Democrático con 25 diputados, y luego la alianza del Partido Panameñista y Popular con 13 diputados; y adicionalmente un diputado independiente fue elegido. Con este resultado el Partido Panameñista negoció con el PRD para un «pacto de gobernabilidad» y conformar un bloque mayoritario.
Debido a una serie de impugnaciones donde se comprobó el compró de votos, se anularon algunos resultados en diez circuitos electorales y se llamó a elecciones parciales entre noviembre y diciembre.
| Partidos/Alianza                                                                         | Partidos/Alianza                                       | Total escaños | %    | Uninominal | Cociente plurinominal | Medio cociente plurinominal | Residuo plurinominal | % votos válidos |
| ---------------------------------------------------------------------------------------- | ------------------------------------------------------ | ------------- | ---- | ---------- | --------------------- | --------------------------- | -------------------- | --------------- |
| Unidos por más cambios                                                                   | Unidos por más cambios                                 | 32            | 45,1 | 14         | 8                     | 8                           | 2                    | 40,9            |
|                                                                                          | Cambio Democrático (CD)                                | 30 → 20       | 42,3 | 14         | 8                     | 7                           | 1                    | 33,7            |
|                                                                                          | Movimiento Liberal Republicano Nacionalista (MOLIRENA) | 2 → 1         | 2,8  | 0          | 0                     | 1                           | 1                    | 7,2             |
| Partido Revolucionario Democrático                                                       | Partido Revolucionario Democrático                     | 25            | 35,2 | 8          | 5                     | 8                           | 4                    | 31,5            |
|                                                                                          | Partido Revolucionario Democrático (PRD)               | 25            | 35,2 | 8          | 5                     | 8                           | 4                    | 31,5            |
| El Pueblo Primero                                                                        | El Pueblo Primero                                      | 13            | 18,3 | 4          | 3                     | 5                           | 1                    | 23,5            |
|                                                                                          | Partido Panameñista (PAN)                              | 12            | 16,9 | 3          | 3                     | 5                           | 1                    | 20,2            |
|                                                                                          | Partido Popular (PP)                                   | 1             | 1,4  | 1          | 0                     | 0                           | 0                    | 3,3             |
| Independiente                                                                            | Independiente                                          | 1             | 1,4  | 1          | 0                     | 0                           | 0                    | 3,1             |
|                                                                                          | Independiente                                          | 1             | 1,4  | 0          | 1                     | 0                           | 0                    | 3,1             |
| Frente Amplio por la Democracia                                                          | Frente Amplio por la Democracia                        | 0             | 0    | 0          | 0                     | 0                           | 0                    | 1,0             |
|                                                                                          | Frente Amplio por la Democracia (FAD)                  | 0             | 0    | 0          | 0                     | 0                           | 0                    | 1,0             |
| Total                                                                                    | Total                                                  | 71 → 60       | 100  | 26         | 17                    | 21                          | 7                    | 100             |
| Fuente: Tribunal Electoral de Panamá Archivado el 4 de marzo de 2016 en Wayback Machine. |                                                        |               |      |            |                       |                             |                      |                 |

## Nuevas elecciones
En el proceso de impugnación de varios diputados y representantes electos en mayo, se comprobó el uso de fondos del Estado para realizar donaciones a los votantes con el fin de beneficiar sus candidaturas. El Tribunal Electoral decidió anular varias proclamaciones y llamar a elecciones parciales en los circuitos y corregimientos afectados, entre noviembre y diciembre de 2014. En estas elecciones se disputarán once escaños a la Asamblea Nacional, dos alcaldías y ocho representantes de corregimiento.